# Буфф (театр, Москва)
Московский театр «Буфф» — театр в Москве, расположенный в Тверском районе.
Театр был организован в сентябре 1987 года при управлении по культуре и спорту Свердловского района Москвы и за годы деятельности превратился из театра-студии в профессиональный театральный коллектив.

## История
Открыт в 1987 году на месте театра Омона. Как следует из названия, «Буфф» отдаёт предпочтение жанру буффонады. В театре были поставлены пьесы как мирового классического репертуара, так и современные оригинальные спектакли. «Буфф» работал на многих московских сценических площадках, основное помещение театра до 2006 года использовалось для репетиций. В настоящий момент в театре идут детские спектакли. Кроме того, в 1989—1995 годах театр гастролировал по России и за рубежом. В 2018 году был закрыт.

## Некоторые постановки прошлых лет
- «Не ходи с чужой женой в ресторан»
- «Деревья умирают стоя»
- «Там же — тогда же»
- «Наш Декамерон»
- «Секрет Бабы — Яги»
- «Три поросёнка»
- «Снежная королева»
- «Приключения кота Леопольда»
- «Два клёна»
- «Приключения Буратино»
- «Тайны новогоднего леса»
- «Позвоните Снегурочке»

## Текущий репертуар
- «Как чуть не съели принцессу Булочку» по пьесе польского драматурга Матея Войтышко
- «Тайна дома на окраине»
- «Сказочный рейс»

## Некоторые актёры
- Епископосян Владимир
- Арановская Людмила
- Мелихова Наталья
- Владимирова Татьяна
- Заборовский Юрий
- Сёмина Елена
- Свешников Виктор
- Виноградова Светлана
- Сатонин Виктор
- Родионова Елена
- Милосердов Александр
- Пермякова Светлана
- Пискунов Владимир
- Троицкая Наталья